# Jurgita Kaušaitė
Jurgita Kaušaitė (Šiauliai, 30 novembre 1970) è un'ex cestista lituana, fino al 1990 sovietica.

## Carriera
Con la Lituania ha disputato tre edizioni dei Campionati europei (1995, 1997, 2005).